# Ghidigeni
Ghidigeni è un comune della Romania di 7 387 abitanti, ubicato nel distretto di Galați, nella regione storica della Moldavia.
È composto da otto villaggi: Gara Ghidigeni, Gârbovăț, Gefu, Ghidigeni, Gura Gârbovățului, Slobozia Corni, Tălpigi e Tăplău.

## Posizione
Si trova nell'altopiano di Covurlui ; vicino a Barlad ; e ad un'altitudine di 55 m sul livello del mare. Ha una superficie di 72 km².

## Storia
Alla fine del XIX secolo il comune faceva parte della rete Corod della contea di Tutova ed era formato dai villaggi di Tălpău, Gârbovațu, Gura Gârbovățului e Gefu, con un totale di 850 abitanti che vivevano in 270 case. Nel comune c'erano una scuola elementare maschile e una chiesa. L'annuario Socec del 1925 lo registra nella stessa griglia e con la stessa composizione, avendo una popolazione di 1754 abitanti.
Nel 1950 il comune fu trasferito al distretto di Bârlad della regione di Bârlad e poi, nel 1956, al distretto di Tecuci della regione di Galați. Nel 1968 passò alla contea di Galați , formando nel frattempo i villaggi di Slobozia-Corni e Tălpigi, precedentemente nel comune di Negrilești.

## Monumenti
Tre obiettivi del comune Ghidigeni sono inclusi nell'elenco dei monumenti storici della contea di Galati come monumenti di interesse locale. Uno è il sito archeologico rappresentato da un insediamento della Tarda Età del Bronzo (XIII-XII secolo aC, Cultura Nuova). Gli altri due sono i monumenti storico architettonici rappresentati dal complesso del palazzo Chrissoveloni (fine XIX secolo) nei pressi del municipio di Ghidigeni — complesso costituito dal palazzo stesso e da alcuni fabbricati annessi — e dalla tomba della famiglia Chrissoveloni (fine sec. XIX secolo) situato sulla riva destra del fiume Bârlad.

## Demografia
Secondo il censimento effettuato nel 2021, la popolazione del comune di Ghidigeni ammonta a 6.212 abitanti, in aumento rispetto al precedente censimento del 2011 , quando erano stati censiti 5.821 abitanti.La maggior parte degli abitanti sono romeni (79,52%), con una minoranza rom (9,58%). [10] Dal punto di vista religioso, la maggioranza degli abitanti è ortodossa (87,94%), e per l'11,04% non è nota l'appartenenza religiosa.

## Politica e Amministrazione
Il comune di Ghidigeni è amministrato da un sindaco e da un consiglio comunale composto da 15 consiglieri. Il sindaco Eugen Tăbăcaru, del Partito nazionale liberale , è in carica dal2004. A partire dalle elezioni locali del 2020, il consiglio locale ha la seguente composizione per partito politico.